# Mittendrin – Flughafen Frankfurt/Episodenliste
Diese Episodenliste enthält alle Episoden der deutschen Reportage-Reihe Mittendrin – Flughafen Frankfurt. Die Serie ist eine Produktion des Hessischen Rundfunks und wurde bisher im hr-Fernsehen, SWR Fernsehen, RBB Fernsehen, Phoenix, in der ARD Mediathek sowie auf YouTube ausgestrahlt.

## Staffel 1
| Folgen-Nr. | Folgen-Titel                                     | Erstausstrahlung | Inhalt / Protagonisten | Video-Journalisten                                       | Schnitt        | Grafik           | Tonmischung   | Redaktion    | Produktion     | Leitung der Sendereihe   |
| ---------- | ------------------------------------------------ | ---------------- | --- | -------------------------------------------------------- | -------------- | ---------------- | ------------- | ------------ | -------------- | ------------------------ |
| 1          | Mammutaufgabe Flughafen-Koordination             | 23. Januar 2019  | - Follow-Me-Fahrer (Mario Hahn) - Vorfeldlotsen (Samuel Ditthardt, Thomas Müller) - Fundbüro (Salvador Martinez)                                                                       | Andreas Graf, Rick Gajek                                 | Christoph Pohl | Dennis Burneleit | Michael Alles | Andreas Graf | Robert Malzahn | Katja Balzer, Frank Böhm |
| 2          | Follow-Me-Fahrer Mario Hahn                      | 30. Januar 2019  | - Follow-Me-Fahrer (Mario und Frank Hahn) - Vorfeld-Kantine (Kai Liebert) - Kirchlicher Sozialdienst (Bettina Janotta)                                                                 | Andreas Graf, Rick Gajek                                 | Christoph Pohl | Dennis Burneleit | Michael Alles | Andreas Graf | Robert Malzahn | Katja Balzer, Frank Böhm |
| 3          | Die Flugkapitänin Riccarda                       | 6. Februar 2019  | - Flug Airbus A320 (Riccarda Tammerle, Katja Rossi) - Pushback-Fahrer (Steffen Meilinger) - Vorfeldlotsen (Samuel Ditthardt)                                                           | Andreas Graf                                             | Christoph Pohl | Dennis Burneleit | Michael Alles | Andreas Graf | Robert Malzahn | Katja Balzer, Frank Böhm |
| 4          | Zeitdruck auf dem Rollfeld                       | 13. Februar 2019 | - Flug Airbus A320 (Riccarda Tammerle, Katja Rossi) - Vorfeldlotsen (Samuel Ditthardt, Thomas Müller) - Nachtbaustelle (Axel Konrad) - Lampen-Wartung (Patrick Künstler, Manuel Georg) | Andreas Graf, Rick Gajek, Gunnar Henrich                 | Christoph Pohl | Dennis Burneleit | Michael Alles | Andreas Graf | Robert Malzahn | Katja Balzer, Frank Böhm |
| 5          | Deutschlands größte Polizeidienststelle (Teil 1) | 20. Februar 2019 | - Bundespolizei (Ingo Vorberg, Nina Lenzner) - Flughafen-Klinik (Holger Czerwonka) - Bus-Rundfahrt (Rachel Etse)                                                                       | Andreas Graf, Rick Gajek, Florian Lumeau, Gunnar Henrich | Christoph Pohl | Dennis Burneleit | Michael Alles | Andreas Graf | Robert Malzahn | Katja Balzer, Frank Böhm |
| 6          | Fluglotsen voll konzentriert                     | 27. Februar 2019 | - Fluglotse (Florian Frommholz) - Kirchlicher Sozialdienst (Bettina Janotta) - Gepäckförderanlage (Johannes Brühl)                                                                     | Andreas Graf, Rick Gajek, Florian Lumeau                 | Christoph Pohl | Dennis Burneleit | Michael Alles | Andreas Graf | Robert Malzahn | Katja Balzer, Frank Böhm |

## Staffel 2
| Folgen-Nr. | Folgen-Titel                                          | Erstausstrahlung | Inhalt / Protagonisten | Video-Journalisten                        | Schnitt        | Grafik           | Tonmischung    | Redaktion    | Produktion     | Leitung der Sendereihe   |
| ---------- | ----------------------------------------------------- | ---------------- | --- | ----------------------------------------- | -------------- | ---------------- | -------------- | ------------ | -------------- | ------------------------ |
| 7          | Dauereinsatz für die Flughafenfeuerwehr               | 10. Juli 2019    | - Flughafen-Feuerwehr (Bastian Haas) - Pushback-Fahrer (Steffen Meilinger) - Flugbegleiterinnen-Ausbildung (Antonia Esst, Sabine Schrauder, Ingrid Funk) | Andreas Graf, Gunnar Henrich              | Christoph Pohl | Dennis Burneleit | Jens Rühl      | Andreas Graf | Joheina Hamami | Katja Balzer, Frank Böhm |
| 8          | Flugbegleiterin Antonia – ihr erster Flug             | 17. Juli 2019    | - Flughafen-Feuerwehr (Bastian Haas) - Follow-Me-Fahrer (Mario Hahn) - Flugbegleiterin, Flug nach Philadelphia (Antonia Esst, Dominik Düring)            | Andreas Graf, Gunnar Henrich              | Christoph Pohl | Dennis Burneleit | Hendrik Jurich | Andreas Graf | Joheina Hamami | Katja Balzer, Frank Böhm |
| 9          | Care-Services – Hilfe für große und kleine Passagiere | 24. Juli 2019    | - FraCare-Fahrerin (Johanna Schlaugies) - Zoll-Hund (Greta, Alexandra W.) - Fahrradwerkstatt (Lars Weigand)                                              | Andreas Graf, Rick Gajek, Roberto Tossuti | Christoph Pohl | Dennis Burneleit | Hendrik Jurich | Andreas Graf | Joheina Hamami | Katja Balzer, Frank Böhm |
| 10         | Flugausfälle und Verspätungen                         | 31. Juli 2019    | - Fahrschule (Maximilian Fiedler) - Terminal Duty Manager (Catharina Jud) - Zoll-Poststelle (Marcus Redanz)                                              | Andreas Graf, Rick Gajek, Günter Milius   | Christoph Pohl | Dennis Burneleit | Michael Alles  | Andreas Graf | Joheina Hamami | Katja Balzer, Frank Böhm |
| 11         | Mit dem Fahrerausbilder auf dem Vorfeld unterwegs     | 7. August 2019   | - Airport Security (Christoph Friedl) - Fahrschul-Prüfung (Maximilian Fiedler, Adriana Lehotska) - Terminal Duty Manager (Catharina Jud)                 | Andreas Graf, Rick Gajek,                 | Christoph Pohl | Dennis Burneleit | Jens Rühl      | Andreas Graf | Joheina Hamami | Katja Balzer, Frank Böhm |
| 12         | Im Einsatz mit der Flughafenpolizei                   | 14. August 2019  | - Airport Security (Christoph Friedl) - Personal Shopperin (Magdalena Hinca) - Gepäckermittler (Andreas Masur)                                           | Andreas Graf, Roberto Tossuti Rick Gajek  | Christoph Pohl | Dennis Burneleit | Jens Rühl      | Andreas Graf | Joheina Hamami | Katja Balzer, Frank Böhm |

## Staffel 3
| Folgen-Nr. | Folgen-Titel                              | Erstausstrahlung  | Inhalt / Protagonisten | Video-Journalisten                        | Schnitt        | Grafik           | Tonmischung           | Redaktion    | Produktion     | Leitung der Sendereihe   |
| ---------- | ----------------------------------------- | ----------------- | --- | ----------------------------------------- | -------------- | ---------------- | --------------------- | ------------ | -------------- | ------------------------ |
| 13         | Alarm für den Rettungsdienst              | 30. Oktober 2019  | - Rettungsdienst (Fabienne Kraft, Lukas Schad) - Hundepension (Florian Vogel) - Gepäckfahrerin (Rita Coimbra)                                                                              | Andreas Graf, Anna Lena Noureldin         | Christoph Pohl | Dennis Burneleit | Siegfried Koppenstedt | Andreas Graf | Joheina Hamami | Katja Balzer, Frank Böhm |
| 14         | Notfall am Flughafen                      | 6. November 2019  | - Rettungsdienst (Fabienne Kraft, Lukas Schad) - Kantinenwagen (Stefan Braun) - Sandwich-Maker (Jan Tuste)                                                                                 | Andreas Graf, Rick Gajek, Selina Rust     | Christoph Pohl | Dennis Burneleit | Siegfried Koppenstedt | Andreas Graf | Joheina Hamami | Katja Balzer, Frank Böhm |
| 15         | Zoll entdeckt Ekelfleisch am Flughafen    | 13. November 2019 | - Lademeisterin (Sabrina Boock) - Plane-Spotter (Cezary Jarzyna) - Zoll (Elena Wiegand, Christian Hampel)                                                                                  | Rick Gajek Gunnar Henrich                 | Christoph Pohl | Dennis Burneleit | Siegfried Koppenstedt | Andreas Graf | Joheina Hamami | Katja Balzer, Frank Böhm |
| 16         | Fäkalien im Flieger – Der Mann fürs Grobe | 20. November 2019 | - Fäkalien-Entsorger (Matthias Wenzel) - Event-Manager (Dirk Härtel) - Vermessungs-Flug (Lutz-Georg Thomas, Jörg Awe)                                                                      | Andreas Graf, Gunnar Henrich              | Christoph Pohl | Dennis Burneleit | Hendrik Jurich        | Andreas Graf | Joheina Hamami | Katja Balzer, Frank Böhm |
| 17         | Einsatz für den Airport Duty Manager      | 27. November 2019 | - Ramp-Agent (Ralf Jungbluth) - Airport Duty Manager (Tobias Graszt, Tanja Kamphues) - Anwohner (IT-Firma Byte Innovations)                                                                | Andreas Graf, Gunnar Henrich, Rick Gajek, | Christoph Pohl | Dennis Burneleit | Hendrik Jurich        | Andreas Graf | Joheina Hamami | Katja Balzer, Frank Böhm |
| 18         | Wie werden Flugzeuge gewaschen?           | 4. Dezember 2019  | - Condor-Flugzeugwartung (Alex Odebracht, Mohamed Belkini) - Rasenmäher (Marco Schäfer) - Friction-Tester (Jürgen Keim) - Flugzeugcleaner (Nicolas Steinitz) - Gummi-Abrieb (Manfred Batt) | Andreas Graf                              | Christoph Pohl | Dennis Burneleit | Siegfried Koppenstedt | Andreas Graf | Joheina Hamami | Katja Balzer, Frank Böhm |

## Staffel 4 (Winter-Spezial)
| Folgen-Nr. | Folgen-Titel                                         | Erstausstrahlung | Inhalt / Protagonisten | Video-Journalisten                       | Schnitt        | Grafik           | Tonmischung           | Redaktion    | Produktion     | Leitung der Sendereihe   |
| ---------- | ---------------------------------------------------- | ---------------- | --- | ---------------------------------------- | -------------- | ---------------- | --------------------- | ------------ | -------------- | ------------------------ |
| 19         | Einsatz für die Enteiser am Flughafen                | 26. Februar 2020 | - Flugzeug-Enteiser (Marinko Zilic) - Lufthansa Cargo (Oliver Blum) - Mantel-Service (Frank Sattler)                                                         | Andreas Graf, Roberto Tossuti            | Christoph Pohl | Dennis Burneleit | Siegfried Koppenstedt | Andreas Graf | Joheina Hamami | Katja Balzer, Frank Böhm |
| 20         | Orkan am Flughafen – Mario Hahn sorgt für Sicherheit | 4. März 2020     | - Koffer-Versteigerung (Meike Nahli, Birgit Wendt) - Orkan „Sabine“, Follow-Me-Fahrer (Mario Hahn) - Fallblatttafel (Fabian Breuksch)                        | Andreas Graf, Rick Gajek                 | Christoph Pohl | Dennis Burneleit | Siegfried Koppenstedt | Andreas Graf | Joheina Hamami | Katja Balzer, Frank Böhm |
| 21         | Deutschlands größte Polizeidienststelle (Teil 2)     | 11. März 2020    | - Bundespolizei (Ingo Vorberg, Nina Lenzner) - Wetterstation (Bodo Feyh, Markus Liebeck) - Getränke-Wagen (Wieland Rindbauer) - DWD-Zentrale (Marcel Schmid) | Andreas Graf, Gunnar Henrich, Rick Gajek | Christoph Pohl | Dennis Burneleit | Siegfried Koppenstedt | Andreas Graf | Joheina Hamami | Katja Balzer, Frank Böhm |

## Mittendrin Extra (Corona-Spezial)
| Folgen-Nr. | Folgen-Titel                                 | Erstausstrahlung | Inhalt / Protagonisten | Video-Journalisten                                      | Schnitt        | Grafik           | Tonmischung           | Redaktion    | Produktion     | Leitung der Sendereihe   |
| ---------- | -------------------------------------------- | ---------------- | --- | ------------------------------------------------------- | -------------- | ---------------- | --------------------- | ------------ | -------------- | ------------------------ |
| 22         | Mittendrin Extra – Fliegen in Corona-Zeiten  | 29. April 2020   | - Flug Barcelona (Dino Braack, Frauke Cairns) - Letzte Landung: Lufthansa Airbus A380 - Airport Duty Manager (Tobias Graszt)                                         | Andreas Graf, Rick Gajek, Fredrik Strietz               | Christoph Pohl | Dennis Burneleit | Siegfried Koppenstedt | Andreas Graf | Joheina Hamami | Katja Balzer, Frank Böhm |
| 23         | Mittendrin Extra – Corona-Krise am Flughafen | 6. Mai 2020      | - Rückholer aus Neuseeland (Reza Ahmari) - Task Force Lufthansa (Karan Singh) - Flugzeug-Desinfizierung (Heiner Börger) - Plane-Spotter (Cezary Jarzyna, Phil Huber) | Andreas Graf, Rick Gajek, Fredrik Strietz, Eva Grewenig | Christoph Pohl | Dennis Burneleit | Siegfried Koppenstedt | Andreas Graf | Joheina Hamami | Katja Balzer, Frank Böhm |

## Staffel 5
| Folgen-Nr. | Folgen-Titel                                            | Erstausstrahlung | Inhalt / Protagonisten | Video-Journalisten                       | Schnitt        | Grafik           | Tonmischung           | Redaktion    | Produktion     | Leitung der Sendereihe   |
| ---------- | ------------------------------------------------------- | ---------------- | --- | ---------------------------------------- | -------------- | ---------------- | --------------------- | ------------ | -------------- | ------------------------ |
| 24         | Neustart am Flughafen – Fliegen in Corona-Zeiten (2)    | 8. Juli 2020     | - Follow-Me-Fahrer (Mario Hahn) - Mallorca-Flug (Uli Frisch, Patrick Hauschild) - Terminal Duty Manager (Catharina Jud)                       | Andreas Graf, Rick Gajek                 | Christoph Pohl | Dennis Burneleit | Siegfried Koppenstedt | Andreas Graf | Joheina Hamami | Katja Balzer, Frank Böhm |
| 25         | Großbaustelle auf dem Flughafen                         | 15. Juli 2020    | - Baustelle Start- und Landebahn (Axel Konrad) - Cargo-Checker (Emre Aygül) - Flughafen-Pfarrerin (Bettina Klünemann)                         | Andreas Graf, Rick Gajek, Florian Lumeau | Christoph Pohl | Dennis Burneleit | Siegfried Koppenstedt | Andreas Graf | Joheina Hamami | Katja Balzer, Frank Böhm |
| 26         | Fliegen von zuhause – Roccos gigantischer Flugsimulator | 22. Juli 2020    | - Flughafen-Pfarrerin (Bettina Klünemann) - Fluggastbrückenfahrer (Fortunato Micciche) - Flugsimulator (Rocco Rötger)                         | Andreas Graf, Rick Gajek                 | Christoph Pohl | Dennis Burneleit | Siegfried Koppenstedt | Andreas Graf | Joheina Hamami | Katja Balzer, Frank Böhm |
| 27         | Der neue Eintracht-Flieger am Flughafen                 | 29. Juli 2020    | - neuer Flieger für Eintracht Frankfurt (Adrian Amon) - Wildlife-Control (Jens Kreuziger) - KfZ-Werkstatt (Robert Stammbach, Fabian Hartmann) | Andreas Graf, Gunnar Henrich             | Christoph Pohl | Dennis Burneleit | Siegfried Koppenstedt | Andreas Graf | Joheina Hamami | Katja Balzer, Frank Böhm |

## Staffel 6
| Folgen-Nr. | Folgen-Titel                                                   | Erstausstrahlung  | Inhalt / Protagonisten | Video-Journalisten                                     | Schnitt        | Grafik           | Tonmischung           | Redaktion    | Produktion     | Leitung der Sendereihe   |
| ---------- | -------------------------------------------------------------- | ----------------- | --- | ------------------------------------------------------ | -------------- | ---------------- | --------------------- | ------------ | -------------- | ------------------------ |
| 28         | Gewinner in der Coronakrise – Die Privatjets am Flughafen      | 28. Oktober 2020  | - General Aviation Terminal (Stefanie König) - Pharma-Hub der Lufthansa Cargo (Karin Krestan) - Reaktivierung einer Boeing 747 (Erik Wieck) | Andreas Graf, Rick Gajek, Roberto Tossuti              | Christoph Pohl | Dennis Burneleit | Siegfried Koppenstedt | Andreas Graf | Joheina Hamami | Katja Balzer, Frank Böhm |
| 29         | Neues Fahrwerk für eine Boeing 767 - Flieger im Komplett-Check | 4. November 2020  | - Neues Fahrwerk für eine Boeing 767 (Robin Dölp) - Winterdienst-Training (Kerstin Graf) - Skyline-Train-Baustelle (Meike Haneklaus) | Andreas Graf, Gunnar Henrich                           | Christoph Pohl | Dennis Burneleit | Siegfried Koppenstedt | Andreas Graf | Joheina Hamami | Katja Balzer, Frank Böhm |
| 30         | Drohnenjagd am Flughafen                                       | 11. November 2020 | - Beklebung Boeing 777 für LH Cargo Human Care (D-ALFI, Fokko Doyen) - Steigenberger Airport Hotel (Claus-Dieter Jandel) - Deutsche Flugsicherung testet Radarsysteme gegen Drohnen (Angela Kies)                                                      | Andreas Graf, Roberto Tossuti, Rafael Zukran (Kamera)  | Christoph Pohl | Dennis Burneleit | Siegfried Koppenstedt | Andreas Graf | Joheina Hamami | Katja Balzer, Frank Böhm |
| 31         | Fliegen in der Zukunft - Terminal 3, Roboter, Flugtaxi         | 9. Dezember 2020  | - Terminal 3 Baustelle (Timo Ziegler) - Flugtaxis (Christian Bauer, Volocopter) - Biometrischer Check-In (Mira Seitz, Sue-Lynn Chung) | Andreas Graf, Roberto Tossuti, Rick Gajek, Tom Jeffers | Christoph Pohl | Dennis Burneleit | Siegfried Koppenstedt | Andreas Graf | Joheina Hamami | Katja Balzer, Frank Böhm |
| 32         | Feuerwehralarm am Flughafen – Im Einsatz mit Wache 20          | 16. Dezember 2020 | - Feuerwache 20 (Rolf Urban, Brandoberinspektor und Dienstgruppenleiter) - Kunstwerk Global Gate (Marcus Schäfer, Projektleiter & Leon Löwentraut, Künstler) - Honig-Bienen am Flughafen (Prof. Bernd Grünewald, Leiter des Instituts für Bienenkunde) | Andreas Graf, Rick Gajek, Roberto Tossuti              | Christoph Pohl | Dennis Burneleit | Siegfried Koppenstedt | Andreas Graf | Joheina Hamami | Katja Balzer, Frank Böhm |
| 33         | Drama, Trost und Hoffnung - Weihnachten am Flughafen           | 23. Dezember 2020 | - Pushback-Fahrer (Steffen Meilinger) - Terminal Duty Managerin (Catharina Jud) - Follow-Me-Fahrer (Michael Roth) - Flughafen-Pfarrerin (Bettina Klünemann) - Vorfeld-Kantine (Kai Liebert)                                                            | Andreas Graf, Rick Gajek, Roberto Tossuti              | Christoph Pohl | Dennis Burneleit | Siegfried Koppenstedt | Andreas Graf | Joheina Hamami | Katja Balzer, Frank Böhm |

## Staffel 7 - „Mittendrin All Stars“
| Folgen-Nr. | Folgen-Titel                                                      | Erstausstrahlung | Inhalt / Protagonisten                                         | Video-Journalisten            | Schnitt        | Grafik           | Tonmischung                          | Redaktion    | Produktion     | Leitung der Sendereihe   |
| ---------- | ----------------------------------------------------------------- | ---------------- | -------------------------------------------------------------- | ----------------------------- | -------------- | ---------------- | ------------------------------------ | ------------ | -------------- | ------------------------ |
| 1          | Im Einsatz mit den Bundespolizisten Ingo Vorberg und Nina Lenzner | 3. April 2021    | - Bundespolizisten Ingo Vorberg & Nina Lenzner                 | Gunnar Henrich                | Christoph Pohl | Dennis Burneleit | Michael Alles, Siegfried Koppenstedt | Andreas Graf | Joheina Hamami | Katja Balzer, Frank Böhm |
| 2          | Unterwegs mit Follow-Me-Fahrer Mario Hahn                         | 4. April 2021    | - Follow-Me-Fahrer Mario Hahn                                  | Andreas Graf                  | Christoph Pohl | Dennis Burneleit | Michael Alles, Siegfried Koppenstedt | Andreas Graf | Joheina Hamami | Katja Balzer, Frank Böhm |
| 3          | Im Flieger mit Flugkapitänin Riccarda Tammerle                    | 5. April 2021    | - Flugkapitänin Riccarda Tammerle, - First-Officer Katja Rossi | Andreas Graf                  | Christoph Pohl | Dennis Burneleit | Michael Alles, Siegfried Koppenstedt | Andreas Graf | Joheina Hamami | Katja Balzer, Frank Böhm |
| 4          | Flughafen-Feuerwehr - Traumjob von Bastian Haas                   | 1. Jan 2022      | - Flughafenfeuerwehrmann Bastian Haas                          | Andreas Graf, Gunnar Heinrich | Christoph Pohl | Dennis Burneleit | Michael Alles, Siegfried Koppenstedt | Andreas Graf | Joheina Hamami | Katja Balzer, Frank Böhm |
| 5          | Retterin am Flughafen - Notfallsanitäterin Fabienne Kraft         | 1. Jan 2022      | - Notfallsanitäterin Fabienne Kraft                            | Andreas Graf                  | Christoph Pohl | Dennis Burneleit | Michael Alles, Siegfried Koppenstedt | Andreas Graf | Joheina Hamami | Katja Balzer, Frank Böhm |
| 6          | Ein Leben für die Fliegerei - Kapitän Fokko Doyen                 | 1. Jan 2022      | - Kapitän Fokko Doyen                                          | Andreas Graf                  | Christoph Pohl | Dennis Burneleit | Michael Alles, Siegfried Koppenstedt | Andreas Graf | Joheina Hamami | Katja Balzer, Frank Böhm |

## Staffel 8
| Folgen-Nr. | Folgen-Titel                                                     | Erstausstrahlung | Inhalt / Protagonisten | Video-Journalisten                                                          | Schnitt        | Grafik           | Tonmischung           | Redaktion    | Produktion     | Leitung der Sendereihe   |
| ---------- | ---------------------------------------------------------------- | ---------------- | --- | --------------------------------------------------------------------------- | -------------- | ---------------- | --------------------- | ------------ | -------------- | ------------------------ |
| 34         | Sein letzter Flug - Pilot fliegt in den Ruhestand                | 31. März 2021    | - Flugkapitän (Fokko Doyen) - Kirchlicher Sozialdienst (Bettina Janotta) - Flugsimulator (Torsten Kern)                                                                     | Andreas Graf, Rick Gajek, Dominik Nourney, Markus Bär                       | Christoph Pohl | Dennis Burneleit | Siegfried Koppenstedt | Andreas Graf | Joheina Hamami | Katja Balzer, Frank Böhm |
| 35         | Neustart in der Pandemie – Unterwegs mit Flugkapitän Dino Braack | 02. Juni 2021    | - Area Managerin (Nathalie Kaiser) Neustart Terminal 2 - Flugkapitän (Dino Braack) Lufthansa-Erstflug nach Mykonos - Airport Duty Manager (Tobias Graszt, Tanja Kamphues)   | Andreas Graf                                                                | Christoph Pohl | Dennis Burneleit | Siegfried Koppenstedt | Andreas Graf | Joheina Hamami | Katja Balzer, Frank Böhm |
| 36         | Feuerwehralarm am Flughafen - Im Einsatz mit den Rettern         | 07. Juli 2021    | - Notfallmanagerin (Patricia Heindörfer-Pabst) - Security Duty Officer (Marc Antonio De Gennaro) - Flughafen-Klinik (Holger Czerwonka) - Flughafen-Feuerwehr (Bastian Haas) | Florian Lumeau, Rüdiger Jürgensen, Rick Gajek, Gunnar Henrich, Andreas Graf | Christoph Pohl | Dennis Burneleit | Siegfried Koppenstedt | Andreas Graf | Joheina Hamami | Katja Balzer, Frank Böhm |
| 37         | Einmal Karibik und zurück – Flugbegleiterin Lara fliegt wieder!  | 014. Juli 2021   | - Condor-Flug nach Punta Cana: Flugbegleiterin (Lara Banken) Flugkapitänin (Katja Bonner) - Vorfeldlotse (Samuel Ditthardt) - Info-Schalter (Bobi Petkovski)                | Andreas Graf, Gunnar Henrich                                                | Christoph Pohl | Dennis Burneleit | Siegfried Koppenstedt | Andreas Graf | Joheina Hamami | Katja Balzer, Frank Böhm |
| 38         | 24 Pferde im Flugzeug - Silke Strussione rettet Mustangs         | 21. Juli 2021    | - - Condor-Flug nach Punta Cana: Flugbegleiterin (Lara Banken) Flugkapitänin (Katja Bonner) - Ground-Operations (Sofia Rücker) - Pferdetransport (Silke Strussione)         | Andreas Graf, Gunnar Henrich                                                | Christoph Pohl | Dennis Burneleit | Siegfried Koppenstedt | Andreas Graf | Joheina Hamami | Katja Balzer, Frank Böhm |
| 39         | Mit dem Jumbo nach Malle - Urlauberansturm am Flughafen          | 28. Juli 2021    | - Boeing-747-Flug nach Mallorca (Cezary Jarzyna, Plane-Spotter) - Trainings- und Erstflug Eurowings Discover (Thorsten Beck, Flugkapitän)                                   | Andreas Graf, Rüdiger Jürgensen, Rick Gajek, Gunnar Henrich                 | Christoph Pohl | Dennis Burneleit | Siegfried Koppenstedt | Andreas Graf | Joheina Hamami | Katja Balzer, Frank Böhm |

## Staffel 9
| Folgen-Nr. | Folgen-Titel                                              | Erstausstrahlung  | Inhalt / Protagonisten | Video-Journalisten                                      | Schnitt        | Grafik           | Tonmischung           | Redaktion    | Produktion     | Leitung der Sendereihe   |
| ---------- | --------------------------------------------------------- | ----------------- | --- | ------------------------------------------------------- | -------------- | ---------------- | --------------------- | ------------ | -------------- | ------------------------ |
| 40         | Letzter Take off für den Superflieger A380                | 3. November 2021  | - Flugkapitän (Jürgen Raps) - Werkstattleiter A380 (Markus Heyer) - A350-Pilot (Joung-Gi Joost)                                                          | Andreas Graf, Rick Gajek, Günter Milius, Markus Bartelt | Christoph Pohl | Dennis Burneleit | Siegfried Koppenstedt | Andreas Graf | Joheina Hamami | Katja Balzer, Frank Böhm |
| 41         | Ende einer Flugzeug-Ära: Abschied von der MD-11           | 10. November 2021 | - Flugkapitän (Claudio Endrizzi) - Follow-Me-Fahrer (Mario Hahn) - VIP-Lounge-Managerin (Helliana Lössner)                                               | Andreas Graf, Florian Lumeau, Günter Milius             | Christoph Pohl | Dennis Burneleit | Siegfried Koppenstedt | Andreas Graf | Joheina Hamami | Katja Balzer, Frank Böhm |
| 42         | Mit dem Zeppelin zum Frankfurter Flughafen                | 17. November 2021 | - Zeppelin-Pilot (Marko Hollerer) - Airlines Service Agency (Diba Azizi) - Waffensachverständiger (Alexander Krutzek)                                    | Andreas Graf, Rick Gajek                                | Christoph Pohl | Dennis Burneleit | Siegfried Koppenstedt | Andreas Graf | Joheina Hamami | Katja Balzer, Frank Böhm |
| 43         | Die neue Wache 1 der Flughafenfeuerwehr                   | 24. November 2021 | - Flughafenfeuerwehr (Matthias Klein) - Flugkapitän (Michael Kriz) - First-Officer (Kelly Descamps) - Projektleiterin Erstflug Teneriffa (Angela Melzer) | Andreas Graf, Rick Gajek, Rüdiger Jürgensen             | Christoph Pohl | Dennis Burneleit | Siegfried Koppenstedt | Andreas Graf | Joheina Hamami | Katja Balzer, Frank Böhm |
| 44         | Mit Joung-Gi nach Bangkok – Abenteuer Langstrecke         | 25. Mai 2022      | - Co-Pilot (Joung-Gi Joost) - Flugkapitän (Daniel Roth) - Senior First-Officer (Andreas Kneringer) - Purserette (Tae-Ri Jung)                            | Andreas Graf                                            | Christoph Pohl | Dennis Burneleit | Siegfried Koppenstedt | Andreas Graf | Joheina Hamami | Katja Balzer, Frank Böhm |
| 45         | Heute Bestatter, morgen Flugbegleiter - Daniels Traumjobs | 1. Juni 2022      | - Flugbegleiter und Bestatter (Daniel Diaz Picon) - Projektleiter Gepäckanlage Terminal 3 (Stefan Weist) - Gelatiere (Antonio La Verde)                  | Andreas Graf, Rick Gajek, Rüdiger Jürgensen             | Christoph Pohl | Dennis Burneleit | Siegfried Koppenstedt | Andreas Graf | Joheina Hamami | Katja Balzer, Frank Böhm |

## Staffel 10
| Folgen-Nr. | Folgen-Titel                                                      | Erstausstrahlung                                                 | Inhalt / Protagonisten | Video-Journalisten              | Schnitt        | Grafik           | Tonmischung           | Leitung der Sendereihe                 |
| ---------- | ----------------------------------------------------------------- | ---------------------------------------------------------------- | --- | ------------------------------- | -------------- | ---------------- | --------------------- | -------------------------------------- |
| 46         | Fußball, Fans, Flieger – Der Flughafen feiert Eintracht Frankfurt | 20. Juli 2022                                                    | - Lademeister (Marco Pilz) - Co-Pilot (Oliver Grenda) - Station Manager Sun-Express (Mete Ertugrul)                                                                                         | Andreas Graf, Rüdiger Jürgensen | Christoph Pohl | Dennis Burneleit | Siegfried Koppenstedt | Frank Böhm                             |
| 47         | Deutschlands größte Polizeidienststelle (Teil 3)                  | 5. Oktober 2022 (zuvor nur in ARD Mediathek + YouTube verfügbar) | - Bundespolizei (Ingo Vorberg, Alexandra Metzmeister) - Reinigungskräfte auf dem Vorfeld (Orhan Emre, Mathias Litzinger) - Flugkapitän (Christian Herrmann) - Lademeisterin (Marion Gertel) | Rick Gajek, Roberto Tossuti     | Christoph Pohl | Dennis Burneleit | Siegfried Koppenstedt | Frank Böhm                             |
| 48         | Luxus über den Wolken – Sternekoch serviert im A380               | 3. August 2022                                                   | - Senior Customer Officer Singapore Airlines (Michelle Matthys Müller) - TV- und Sternekoch (Johann Lafer) - Küchenchef Do&Co (Abdi Yurdakul)                                               | Andreas Graf                    | Christoph Pohl | Dennis Burneleit | Siegfried Koppenstedt | Frank Böhm                             |
| 49         | Kofferberge & Flugausfälle – Der tägliche Kampf gegen das Chaos   | 31. August 2022                                                  | - Flugzeug-Abfertiger und Ausbilder (Cetin Afsin) - Luftaufsicht des hessischen Wirtschafts- und Verkehrsministeriums (André Risto, Mathias Klee)                                           | Andreas Graf, Rick Gajek        | Christoph Pohl | Dennis Burneleit | Siegfried Koppenstedt | Axel Mugler, Julia Krause-Waschitschek |

## Staffel 11
| Folgen-Nr. | Folgen-Titel                                                                                         | Erstausstrahlung | Inhalt / Protagonisten | Video-Journalisten | Schnitt        | Grafik           | Tonmischung           | Leitung der Sendereihe                 |
| ---------- | --- | ---------------- | --- | --- | -------------- | ---------------- | --------------------- | -------------------------------------- |
| 50         | Spannend, lustig, mittendrin – 50 Folgen Flughafen Mittendrin – Flughafen Frankfurt Jubiläumssendung | 1. März 2023     | - Follow-Me-Fahrer (Mario Hahn) - Terminal-Managerin (Catharina Jud) - Flughafen-Arzt (Dr. Holger Czerwonka) - Entsorger (Matthias Wenzel) - Rettungs-Sanitäterin (Fabienne Kraft) - Flughafen-Feuerwehr (Mathias Klein) - Plane-Spotter (Cezary Jarzyna) - Event-Manager (Dirk Härtel) - Flugkapitän A321 (Dino Braack) - Airport-Duty Manager (Tobias Graszt) - Flugkapitän MD-11 / 777 (Claudio Endrizzi) - Flugkapitän MD-11 (Fokko Doyen) - Autor, Videojournalist (Andreas Graf) - Videojournalist (Rüdiger Jürgensen) - Video Editor (Christoph Pohl) | Andreas Graf, Rick Gajek, Gunnar Henrich, Florian Lumeau, Rüdiger Jürgensen, Selina Rust, Moritz Baeck, Roberto Tossuti | Christoph Pohl | Dennis Burneleit | Siegfried Koppenstedt | Axel Mugler, Julia Krause-Waschitschek |
| 51         | Mit Frauenpower durch Gewitter und Sturm                                                             | 8. März 2023     | - Flugkapitänin (Julia Peukert) - First Officer (Michaela Gerstenkorn) - Tankwagen-Fahrer (Jörg Jepsen) | Andreas Graf, Gunnar Henrich                                                                                            | Christoph Pohl | Dennis Burneleit | Siegfried Koppenstedt | Axel Mugler, Julia Krause-Waschitschek |
| 52         | Die Crew von Korfu im Airbus A320                                                                    | 15. März 2023    | - Flugkapitänin (Julia Peukert) - First Officer (Michaela Gerstenkorn) - Flugsicherungsingenieure, Deutsche Flugsicherung (David Grafberger, Tim Simon) | Andreas Graf, Gunnar Henrich                                                                                            | Christoph Pohl | Dennis Burneleit | Siegfried Koppenstedt | Axel Mugler, Julia Krause-Waschitschek |
| 53         | Einsatz am Flughafen – Hilfsflüge in die Türkei                                                      | 22. März 2023    | - Station Manager Sun-Express (Mete Ertugrul) - Aufsuchende Sozialarbeit (Kristina Wessel) | Andreas Graf, Rick Gajek                                                                                                | Christoph Pohl | Dennis Burneleit | Siegfried Koppenstedt | Axel Mugler, Julia Krause-Waschitschek |
| 54         | Mit Markus nach New York in der 787-9                                                                | 29. März 2023    | - Senior First Officer (Markus Hoffmann) - Flugkapitän (Rainer Frischkorn) - Fluggerätemechaniker (Cliff Andrae) - Purserette (Christina Dreher) | Andreas Graf | Christoph Pohl | Dennis Burneleit | Siegfried Koppenstedt | Axel Mugler, Julia Krause-Waschitschek |
| 55         | Claudio fliegt Fracht mit der 777F                                                                   | 17. Mai 2023     | - Flugkapitän (Claudio Endrizzi) - Flugkapitän a. D. (Fokko Doyen) - Projektleiter Schwertransport (Markus Böcher) - Schwertransportbegleiter (Michael Raedel) | Andreas Graf, Moritz Baeck                                                                                              | Christoph Pohl | Dennis Burneleit | Siegfried Koppenstedt | Axel Mugler, Julia Krause-Waschitschek |
| 56         | Mit E-Schlepper übers Vorfeld                                                                        | 24. Mai 2023     | - Schlepper-Fahrer (Achim Kahl) - Verkehrsdisponent (Eduard Kapp) - Head of Maintenance (Rainer Finette) - Notfalltrainer (Andreas Biel) | Andreas Graf, Roberto Tossuti                                                                                           | Christoph Pohl | Dennis Burneleit | Siegfried Koppenstedt | Axel Mugler, Julia Krause-Waschitschek |
| 57         | Jumbo hautnah - Abenteuer 747-400                                                                    | 31. Mai 2023     | - Flugkapitän & Ausbilder (Ralph Gayk) - Flugkapitän (Matthias Wiehle) - Flugzeug (Boeing 747-400) - Luftfahrt-Enthusiast (Christian Reinhardt) | Andreas Graf, Rüdiger Jürgensen, VIDICOM Media GmbH                                                                     | Christoph Pohl | Dennis Burneleit | Jens Rühl             | Axel Mugler, Julia Krause-Waschitschek |

## Staffel 12
| Folgen-Nr. | Folgen-Titel                                                     | Erstausstrahlung  | Inhalt / Protagonisten | Video-Journalisten                          | Schnitt        | Grafik           | Tonmischung           | Leitung der Sendereihe |
| ---------- | ---------------------------------------------------------------- | ----------------- | --- | ------------------------------------------- | -------------- | ---------------- | --------------------- | ---------------------- |
| 58         | "Ich fliege mit nur einem Bein"                                  | 8. November 2023  | - Flugbegleiter (Alexander Böhmer) - Manager Lufthansa-Technik (Sascha Hammann)                                                                                          | Andreas Graf, Gunnar Henrich,               | Christoph Pohl | Dennis Burneleit | Siegfried Koppenstedt | Axel Mugler            |
| 59         | Frankfurts jüngste Ramp-Agentin                                  | 15. November 2023 | - Ramp-Agentin (Justin Schauss) - Gepäckförderanlage (Giorgio Zhianella & Nils Heß) - hr-Fern-Seehund (Onkel Otto) - Gepäckmeister (Pino Lo Giudice)                     | Andreas Graf, Uli Pförtner                  | Christoph Pohl | Dennis Burneleit | Siegfried Koppenstedt | Axel Mugler            |
| 60         | Alina fliegt A330neo – Traumjob Pilot (1/2)                      | 22. November 2023 | - First-Officer (Alina Haiduk) - Flugkapitän (Philip Lünstroth) - Petra Becker (Purserette) - Fluggerätmechaniker (Sascha Meissner)                                      | Andreas Graf                                | Christoph Pohl | Dennis Burneleit | Siegfried Koppenstedt | Axel Mugler            |
| 61         | Sonne, Strand, Cockpit – Traumberuf Pilot (2/2)                  | 29. November 2023 | - First-Officer (Alina Haiduk) - Flugkapitän (Philip Lünstroth) - Condor SAT-Team (Mario Stock)                                                                          | Andreas Graf                                | Christoph Pohl | Dennis Burneleit | Siegfried Koppenstedt | Axel Mugler            |
| 62         | David designt Discover – Einsatz für die Flugzeug-Lackierer      | 6. Dezember 2023  | - Tunnelbau im Terminal (Peter Heckert) - Designer der Discover-Livery (David Hedley Noble) - Flugzeug-Lackierer (Heinz Müller) - Autonomer Gepäckschlepper (Eric Agthe) | Andreas Graf, Rick Gajek, Daniel Mayorov    | Christoph Pohl | Dennis Burneleit | Siegfried Koppenstedt | Axel Mugler            |
| 63         | Notfall im Jumbo – Alarm für den Flughafen-Notarzt               | 13. Dezember 2023 | - Flughafen-Arzt (Dr. Holger Czerwonka) - Flughafen-Feuerwehr (Matthias Klein)                                                                                           | Andreas Graf, Rick Gajek, Rüdiger Jürgensen | Christoph Pohl | Dennis Burneleit | Siegfried Koppenstedt | Axel Mugler            |
| 64         | Europas größter Winterdienst – Gegen Eis und Schnee am Flughafen | 14. Februar 2024  | - Leiter Winterdienst (Roger Richter, Thorsten Sehring) - Kirchlicher Sozialdienst (Bettina Janotta)                                                                     | Andreas Graf, Rick Gajek                    | Christoph Pohl | Dennis Burneleit | Christian Becker      | Axel Mugler            |

## Staffel 13
| Folgen-Nr. | Folgen-Titel                                                   | Erstausstrahlung | Inhalt / Protagonisten | Video-Journalisten                         | Schnitt        | Grafik           | Tonmischung           | Leitung der Sendereihe |
| ---------- | -------------------------------------------------------------- | ---------------- | --- | ------------------------------------------ | -------------- | ---------------- | --------------------- | ---------------------- |
| 65         | Emotionaler Abschied – Der letzte Flug der 767                 | 15. Mai 2024     | - Boeing 767 (Uniform Kilo - UK) - Flugkapitän (Thomas Friedrich), Purserette (Karin Hohl) - Fluggerätmechaniker (Mike Küchler) | Andreas Graf, Uli Pförtner                 | Christoph Pohl | Dennis Burneleit | Siegfried Koppenstedt | Axel Mugler            |
| 66         | Diebstahl, Schlagring, Parkchaos - Polizeialltag am Flughafen  | 22. Mai 2024     | - Landespolizei (Lena Boße, Tobias Gleiß) - 747-Pilot (Oliver Shariff) - 747-Simulator (Rocco Röttger, Kristina Reiner) | Andreas Graf, Rick Gajek                   | Christoph Pohl | Dennis Burneleit | Siegfried Koppenstedt | Axel Mugler            |
| 67         | Luxus im Frachtflieger – Das 5 Mio. Euro Auto!                 | 29. Mai 2024     | - Händler für Luxusautos (Omid Mouazzen) - A380 aus Lego (Nils Hartwig) - Fahrsicherheitstraining (Michael Korb, Jürgen Nothnagel) | Andreas Graf, Rick Gajek                   | Christoph Pohl | Dennis Burneleit | Siegfried Koppenstedt | Axel Mugler            |
| 68         | Popstars der Lüfte – Flugbegleiter im A380                     | 5. Juni 2024     | - Flugbegleiter A380 Singapore Airlines (Zara Johari & Mohamed Mazlee) | Andreas Graf                               | Christoph Pohl | Dennis Burneleit | Siegfried Koppenstedt | Axel Mugler            |
| 69         | 100 Jahre Flughafen – Von den Gründerjahren bis zur Zerstörung | 12. Juni 2024    | - Markus Grossbach, Leiter Fraport-Archiv - Hans-Peter Walluf, Frankfurter Verein für Luftfahrt - John Provan, Luftfahrthistoriker - Herbert Becker, ehem. Bürgermeister Zeppelinheim - Christian Kunz, Zeppelin-Museum - Cornelia Rühlig, Margit-Horváth-Stiftung - Peter Schmitz, ex-Vorstand Operations Fraport AG - Peter Junior, Flugzeugsammler - Jörg Jepsen, Tankwart                                                                        | Andreas Graf, Heidi Hehrlein, Uli Pförtner | Christoph Pohl | Dennis Burneleit | Siegfried Koppenstedt | Axel Mugler            |
| 70         | 100 Jahre Flughafen – Vom Propellerflugzeug zum Airbus A380    | 19. Juni 2024    | - Eva Jacob, Sängerin der "Jacob Sisters" - Claus-Dieter Jandel, ehem. Hoteldirektor Steigenberger Airport Hotel - Wolfgang Schwalm, ehem. Fraport-Pressesprecher - Holger Czerwonka, Flughafen-Arzt - Pater Walter Maader, ehem. Flughafen-Seelsorger - Heinrich Bernhardt, Einsatzleiter Polizei - Jens Hochstädter, Polizist - Michael Wilk, Aktivist - Jürgen Raps, ehem. A380-Kapitän - Stefan Schulte, Vorstand Fraport AG - Tom Astor, Sänger | Andreas Graf, Heidi Hehrlein, Uli Pförtner | Christoph Pohl | Dennis Burneleit | Siegfried Koppenstedt | Axel Mugler            |

## Staffel 14
| Folgen-Nr. | Folgen-Titel                                              | Erstausstrahlung | Inhalt / Protagonisten | Video-Journalisten                                         | Schnitt / Art Director | Grafik           | Tonmischung           | Leitung der Sendereihe |
| ---------- | --------------------------------------------------------- | ---------------- | --- | ---------------------------------------------------------- | ---------------------- | ---------------- | --------------------- | ---------------------- |
| 71         | Kapitänin Bengi fliegt Boeing                             | 6. Nov 2024      | - Flug-Kapitänin (Bengi Turhan) - First-Officer (Ahmed Güngör) - Flugsicherungs-Technikerin (Dagmar Hadwiger) - Flugsicherungs-Ingenieur (Steffen Zimmermann) | Andreas Graf, Uli Pförtner                                 | Christoph Pohl         | Dennis Burneleit | Siegfried Koppenstedt | Axel Mugler            |
| 72         | Condors pinker Flieger - ein Zeichen gegen Brustkrebs     | 13. Nov 2024     | - Flug-Kapitänin (Katharina Heimann) - First-Officer (Anna Sommer) - Schmalrumpfflugzeug (Pink Plane) - Busrundfahrt-Teilnehmer (Raphael Kollmann)            | Andreas Graf, Rick Gajek                                   | Christoph Pohl         | Dennis Burneleit | Siegfried Koppenstedt | Axel Mugler            |
| 73         | Einsatz für den Flughafen Security Officer                | 20. Nov 2024     | - Security Duty Officer (Marc DeGennaro) - Drohnen-Pilot (Herbert Kratzel) - Feuerwehrmann (Thomas Langelott) - Einsatzleiter Feuerwehr (Oliver Pitsch)       | Rick Gajek, Rüdiger Jürgensen, Andreas Graf                | Christoph Pohl         | Dennis Burneleit | Siegfried Koppenstedt | Axel Mugler            |
| 74         | Fluglotse im Tower - Wächter des Himmels                  | 27. Nov 2024     | - Betriebsingenieur (Fabian Lutz) - Fluglotse (Florian Frommholz) - Höhenretter (Mirko Walter)                                                                | Andreas Graf, Rick Gajek, Rüdiger Jürgensen                | Christoph Pohl         | Dennis Burneleit | Siegfried Koppenstedt | Axel Mugler            |
| 75         | Der Rollweg-Sanierer am Flughafen                         | 4. Dez 2024      | - Projektleiter Fluggastbrücken (Christian Belser) - Projektleiter Rollweg-Sanierung (Axel Konrad)                                                            | Andreas Graf, Rick Gajek, Mathias Münch, Rüdiger Jürgensen | Christoph Pohl         | Dennis Burneleit | Siegfried Koppenstedt | Axel Mugler            |
| 76         | Fliegen kann Leben retten – Nicolas ist Stammzellenkurier | 11. Dez 2024     | - Stammzellenkurier (Nicolas Kipping) - DB Schenker (Martin Kuberczyk)                                                                                        | Andreas Graf, Uli Pförtner, Mathias Hundt                  | Christoph Pohl         | Dennis Burneleit | Siegfried Koppenstedt | Axel Mugler            |

## Staffel 15
| Folgen-Nr. | Folgen-Titel                         | Erstausstrahlung | Inhalt / Protagonisten                                                                      | Video-Journalisten          | Schnitt / Art Director | Grafik           | Tonmischung           | Leitung der Sendereihe |
| ---------- | ------------------------------------ | ---------------- | ------------------------------------------------------------------------------------------- | --------------------------- | ---------------------- | ---------------- | --------------------- | ---------------------- |
| 77         | Vegane Sterneküche im Flugzeug       | 26. März 2025    | - Sternekoch (Lukas Jakobi)                                                                 | Andreas Graf, Mathias Münch | Christoph Pohl         | Dennis Burneleit | Siegfried Koppenstedt | Axel Mugler            |
| 78         | Alle in Rot im Airbus A320           | 02. April 2025   | - Blick in eine Airline-Schneiderei - Flug Austrian Airlines - 20 Jahr First Class Terminal | Andreas Graf                | Christoph Pohl         | Dennis Burneleit | Siegfried Koppenstedt | Axel Mugler            |
| 79         | Neue Feuerwehr-Giganten am Flughafen | 09. April 2025   | - GFLF-Rosenbauer Panther - Test der neuen Skyline-Bahn - Die kleinsten Pushback-Trucks     |                             |                        |                  |                       |                        |